# Покровский сельский совет (Краснопольский район)
Покровский сельский совет (укр. Покровська сільська рада) — входит в состав
Краснопольского района
Сумской области
Украины.
Административный центр сельского совета находится в 
с. Покровка
.

## Населённые пункты совета
- с. Покровка
- с. Поповка
- с. Степок

## Ликвидированные населённые пункты совета
- с. Москалевка

### Известные уроженцы
- Богацкий, Егор Петрович (1917—1996) — советский танкист, участник Великой Отечественной войны, Герой Советского Союза, гвардии полковник. Родился  в селе Покровка.
- Фесенко, Ефим Васильевич (1909—19??) — советский военачальник, гвардии полковник. Родился  в селе Покровка.